# Château du Pré-Clos
 (décembre 2010).
Ne doit pas être confondu avec Château du Pré.
Le château du Pré-Clos (ou de Préclos) est un château situé dans la commune française de Tréal, dans le département du Morbihan. Il est connu pour être lié à un soulèvement contre-révolutionnaire en 1791.

## Histoire

### Origines
Il est d'abord la propriété de la famille Goureden (ou Gouriden) : Jehan Goureden de 1427 à 1464, puis Renaud Goureden en 1481 et Guillaume Goureden en 1536 ; puis il passe à la famille de La Ruée. Il possédait autrefois une chapelle privée, disparue aujourd'hui.

### Soulèvement contre-révolutionnaire de 1791
Après la fuite du roi Louis XVI en juin 1791, les nobles bretons ne restent pas inactifs. Ceux qui n'ont pas émigré se sont retirés dans leurs châteaux pour tenter un soulèvement. 
Monsieur de la Ruée réunit dans son château du Pré-Clos un certain nombre d'aristocrates bretons mécontents et leurs domestiques. Il désire préparer, à l'instar de Monsieur de Lézardière, propriétaire du château de la Proutière, un soulèvement des nobles bretons résistants à la Révolution. Mais leurs projets sont interrompus par une attaque des révolutionnaires, accompagnés de quelques troupes de Lorient et de la garde nationale de Malestroit. Les assaillants prennent le château au cours d'une nuit orageuse, pendant le sommeil des occupants. Une dizaine de nobles sont arrêtés, accusés d'amasser des armes en provenance d'Angleterre et de tenir des conciliabules secrets et contre-révolutionnaires. Ils sont emprisonnés dans la chapelle des Cordeliers puis transférés le 2 juillet à la Port-Louis.